# Kolumbia na Zimowych Igrzyskach Olimpijskich 2018
Kolumbia na Zimowych Igrzyskach Olimpijskich 2018 – kadra sportowców reprezentujących Kolumbię na igrzyskach w 2018 roku w Pjongczangu. Liczyła 4 zawodników (1 kobietę i 3 mężczyzn).
Był to drugi występ Kolumbijczyków na zimowych igrzyskach olimpijskich i pierwszy po 8-letniej przerwie.

## Skład reprezentacji

### Narciarstwo alpejskie
| Zawodnik        | Konkurencja   | Zjazd 1. | Zjazd 1. | Zjazd 2. | Zjazd 2. | Suma    | Miejsce |
| Zawodnik        | Konkurencja   | Czas     | Miejsce  | Czas     | Miejsce  | Suma    | Miejsce |
| --------------- | ------------- | -------- | -------- | -------- | -------- | ------- | ------- |
| Michael Poettoz | Slalom        | 57,46    | 44       | 1:00,00  | 37       | 1:57,46 | 37      |
| Michael Poettoz | Slalom gigant | 1:21,41  | 73       | DNF      | DNF      | DNF     | DNF     |

### Biegi narciarskie
| Zawodnik          | Konkurencja       | Czas    | Miejsce |
| ----------------- | ----------------- | ------- | ------- |
| Sebastian Uprimny | bieg indywidualny | 58:08,1 | 115     |

### Łyżwiarstwo szybkie
| Zawodnik                    | Konkurencja | Czas    | Miejsce |
| --------------------------- | ----------- | ------- | ------- |
| Pedro Causil                | 500 metrów  | 35,196  | 20      |
| Pedro Causil                | 1000 metrów | 1:10,71 | 34      |
| Laura Isabel Gomez Quintero | bieg masowy | 8:54,99 | 10.     |